# Okanogan
Okanogan az Amerikai Egyesült Államok északnyugati részén, Washington állam Okanogan megyéjében elhelyezkedő város, a megye székhelye. A 2010. évi népszámlálási adatok alapján 2552 lakosa van.
Okanogan 1907. október 29-én kapott városi rangot. A településtől két kilométerre keletre található az Okanogan Legion repülőtér.

## Éghajlat
| Hónap                         | Jan.  | Feb.  | Már.  | Ápr. | Máj. | Jún. | Júl. | Aug. | Szep. | Okt.  | Nov.  | Dec.  | Év    |
| ----------------------------- | ----- | ----- | ----- | ---- | ---- | ---- | ---- | ---- | ----- | ----- | ----- | ----- | ----- |
| Rekord max. hőmérséklet (°C)  | 16,1  | 22,8  | 26,1  | 35,6 | 38,3 | 42,8 | 45,6 | 41,7 | 38,9  | 32,2  | 25,0  | 19,4  | 45,6  |
| Átlagos max. hőmérséklet (°C) | 0,6   | 4,4   | 11,7  | 17,2 | 22,2 | 26,7 | 31,1 | 31,1 | 25,6  | 16,7  | 6,7   | 0,0   | 16,2  |
| Átlagos min. hőmérséklet (°C) | −6,1  | −4,4  | −0,6  | 2,8  | 6,7  | 10,6 | 13,9 | 13,9 | 8,9   | 2,2   | −2,2  | −6,7  | 3,3   |
| Rekord min. hőmérséklet (°C)  | −30,0 | −31,7 | −22,8 | −9,4 | −7,2 | −1,1 | 1,7  | −0,6 | −6,7  | −15,0 | −21,1 | −29,4 | −31,7 |
| Átl. csapadékmennyiség (mm)   | 43    | 34    | 30    | 27   | 33   | 31   | 21   | 12   | 15    | 28    | 50    | 65    | 389   |
| Forrás: The Weather Channel   |       |       |       |      |      |      |      |      |       |       |       |       |       |

## Népesség
A 2010-es népszámláláskor a városnak 2552 lakója, 983 háztartása és 619 családja volt. A népsűrűség 490,8 fő/km2. A lakóegységek száma 983, sűrűségük 189 db/km2. A lakosok 79,8%-a fehér, 0,5%-a afroamerikai, 7,9%-a indián, 0,4%-a ázsiai, 0,2%-a a Csendes-óceáni szigetekről származik, 6,4%-a egyéb, 4,8%-a pedig kettő vagy több etnikumú. A spanyol vagy latino származásúak aránya 14,1% (10,9% mexikói, 0,4% Puerto Ricó-i,  2,8% egyéb spanyol vagy latino származású.)
A háztartások 32,6%-ában élt 18 évnél fiatalabb. 40,6% házas, 15,8% egyedülálló nő, 6,6% egyedülálló férfi, 37% pedig nem család. 30,1% egyedül élt; 11,4%-uk 65 éves vagy idősebb. Egy háztartásban átlagosan 2,39 személy élt; a családok átlagmérete 2,91 fő.
A medián életkor 37,7 év volt. A város lakóinak 24,2%-a 18 évesnél fiatalabb, 10,1% 18 és 24 év közötti, 24,3%-uk 25 és 44 év közötti, 26,6%-uk 45 és 64 év közötti, 14,9%-uk pedig 65 éves vagy idősebb. A lakosok 50,7%-a férfi, 49,3%-a pedig nő.

## Testvérváros
- Keremeos, Kanada[10]

## Fordítás
- Ez a szócikk részben vagy egészben  az   Okanogan, Washington című angol Wikipédia-szócikk ezen változatának fordításán alapul.  Az eredeti cikk szerkesztőit annak laptörténete sorolja fel. Ez a jelzés csupán a megfogalmazás eredetét és a szerzői jogokat jelzi, nem szolgál a cikkben szereplő információk forrásmegjelöléseként.